# 구스타부 엔히키 다 시우바 소우자
구스타부 엔히키 다 시우바 소우자(브라질 포르투갈어: Gustavo Henrique da Silva Sousa, 1994년 3월 29일 ~ )는 브라질의 축구 선수로 포지션은 스트라이커이다. 현재 중국 슈퍼리그의 상하이 하이강에서 활동하고 있으며 K리그 등록명은 구스타보였다.

## 수상 내역

### 클럽
헤센지 FC
- 코파 리우 : 우승 (2015)

포르탈레자 EC
- 캄페오나투 브라질레이루 세리이 B : 우승 (2018)

SC 코린치앙스
- 캄페오나투 파울리스타 : 우승 (2019)
- 코파 수다메리카나 : 4강 (2019)

 전북 현대 모터스
- K리그1 : 우승 (2020, 2021)
- 대한민국 FA컵 : 우승 (2020, 2022)

### 개인
- 캄페오나투 파울리스타 올해의 팀 : 2019
- 대한민국 FA컵 득점왕 : 2020 (4골)
- K리그1 이달의 선수상 : 2021년 8월